# Microhylinae
Microhylinae – podrodzina płazów bezogonowych z rodziny wąskopyskowatych (Microhylidae).

## Zasięg występowania
Podrodzina obejmuje gatunki występujące we wschodniej Azji od Indii i Korei po Archipelag Sundajski.

## Podział systematyczny
Do podrodziny należą następujące rodzaje:
- Chaperina Mocquard, 1892 – jedynym przedstawicielem jest Chaperina fusca Mocquard, 1892
- Glyphoglossus Günther, 1869
- Kaloula J.E. Gray, 1831
- Metaphrynella Parker, 1934
- Microhyla Tschudi, 1838
- Micryletta Dubois, 1987
- Mysticellus Garg & Biju, 2019 – jedynym przedstawicielem jest Mysticellus franki Garg & Biju, 2019
- Nanohyla Poyarkov, Gorin & Scherz, 2021
- Phrynella Boulenger, 1887 – jedynym przedstawicielem jest Phrynella pulchra Boulenger, 1887
- Uperodon A.M.C. Duméril & Bibron, 1841